# Shelvis
Shelvis (* 1975 in Hamburg als Shezad Eikmeier) ist ein deutscher Imitator, Musiker und Radiomoderator. Überregionale Bekanntheit erreichte er insbesondere in seiner Rolle als Double von Elvis Presley sowie durch seinen erfolgreichen Weltrekordversuch im Dauersingen von Elvis Presley-Liedern im Rahmen einer Aktion für den Hamburger Radiosender Oldie95. Der NDR bezeichnete Shelvis als den „besten Elvis-Imitator Norddeutschlands“.
Zum 40. Todestag von Elvis Presley bezeichnete das Hamburger Abendblatt Shelvis im August 2017 als den "fragloslos bekannteste(n) und auch beste(n) (Elvis-Imitator) in Norddeutschland".

## Werdegang und Rollenverständnis
Geboren mit halb-pakistanischer Herkunft, Vater Deutscher, Mutter aus Pakistan, hatte Eikmeier im Alter von acht Jahren erstmals Kontakt zu Liedern des als King of Rock ’n’ Roll bekannten Elvis Presley. Als ihm damals seine Cousine die Musik vorspielte, begann er mit dem Nachsingen und Imitieren seines Vorbilds. Nach eigener Aussage hatte er den ersten Auftritt als Elvis-Double auf seiner Abiturfeier im Jahre 1994. Die dabei positiv wahrgenommene Resonanz bezeichnet Shelvis selbst als „Initialzündung“. In dieser frühen Zeit seiner Karriere ließ sich Shelvis noch von einer Band begleiten. In den folgenden Jahren nahm Shelvis zusehends das Äußere des King of Rock ’n’ Roll an und trat überwiegend als Solokünstler in Erscheinung. Zu seiner Rolle als Imitator nahm Shelvis wiederholt Stellung. Jeder Imitator soll sich demnach im Klaren sein, dass er niemals 100%ig ernst genommen wird. Das Imitieren einer bekannten Persönlichkeit bezeichnet Shelvis als eine Art Schauspiel.
Shelvis singt bei seinen Auftritten grundsätzlich live.

## Öffentliche Wahrnehmung
Shelvis tritt überwiegend im Norddeutschen Raum, aber darüber hinaus auch bundesweit als Imitator von Elvis Presley medial in Erscheinung. Als Bestandteil der Hamburger Kulturszene wurde Shelvis im April 2004 vom Hamburger Abendblatt interviewt. Neben einer Vielzahl von Eventveranstaltungen wie öffentlich ausgetragene Geburtstagsfeiern zu Ehren von Elvis Presley beispielsweise im Hardrock Café, für Karstadt oder für den Eimsbütteler TV ist Shelvis regelmäßig auch für private Veranstaltungen gebucht. Am 31. Mai 2008 trat Shelvis begleitet durch die Jungen Symphoniker Hamburg in Hamburg St. Georg im Rahmen eines Live-Konzerts auf.
Shelvis tritt regelmäßig auf dem überregional relevanten Hamburger Hafengeburtstag auf, so beispielsweise in den Jahren 2011 und 2014. Auch auf dem mit mehreren hunderttausend Besuchern überregional bedeutenden Schlagermove tritt Shelvis regelmäßig auf. Wiederholt bespielt Shelvis den Spielbudenplatz auf Hamburg St. Pauli. Auch auf dem Weihnachtsmarkt Santa Pauli ist Shelvis bereits langjährig Showact, so in den Jahren 2014, 2015 und 2016. In Radio- und TV-Sendungen wird bereits langjährig und wiederholt über ihn berichtet. So beispielsweise zum 75. Geburtstag von Elvis Presley am 8. Januar 2010 auf NDR 90,3. Das NDR-Fernsehmagazin DAS! berichtete in einem Beitrag ausführlich über Shelvis' Karriere. Darin bezeichnete sich Shezad Eikmeier selbst als den „Roberto Blanko unter den Elvis-Imitatoren“, was offenbar unter Bezug auf die Herkunft seiner Mutter und seiner daraus resultierenden dunklen Hautfarbe erfolgte.
Für den Radiosender NDR 90,3 unternahm Shelvis am 15. August 2012 eine Cadillac-Tour durch eine Vielzahl Hamburger Stadtteile. Als das NDR-Fernsehen über eine Europa-Tour des Elvis Museum Memphis berichtete, führte Shelvis durch den Beitrag und trat dabei als Experte für die Lebensgeschichte von Elvis Presley in Erscheinung. Im Rahmen der Vox-Sendung Schmeckt nicht, gibt’s nicht trat Shelvis an der Seite von Tim Mälzer in Erscheinung. Am 12. Oktober 2008 trat Shelvis auf großer Bühne im CCH auf. Im Jahr 2009 war Shelvis im Rahmen der RTL-Castingshow Das Supertalent überregional zu sehen. Ebenfalls im Jahr 2009 nahm Shelvis an der Castingshow Multitalent von Radio Hamburg teil. BalconyTV berichtete in einem Beitrag vom 29. August 2009 über Shelvis.
2008 und 2010 spielte Shelvis im bekannten Hamburger Angie's Nightclub als Teil des Schmidt Theaters. Bereits am 23. August 2008 trat Shelvis im Rahmen der Schmidt Mitternachtsshow im Schmidt Theater auf. Am 18. Juni 2010 trat Shelvis im Stage Club innerhalb der Neue Flora Hamburg auf. Shelvis tritt regelmäßig auf dem Hamburger Dom auf, beispielsweise am 20. August 2016. Im Rahmen der Eröffnung der Elbphilharmonie im Januar 2017 berichtete die BILD über ein Shelvis-Selfi vor dem Konzerthaus.

## Weltrekord
Im Januar 2004 stellte Shelvis mit 40 Stunden, acht Minuten und zwei Sekunden den Weltrekord im Dauer-Singen von Elvis-Liedern auf. Dabei sang er insgesamt 800 Songs im Schaufenster des Radiosenders Oldie95. Über den erfolgreichen Weltrekord wurde überregional berichtet, so beispielsweise in der Frankfurter Allgemeinen Zeitung, aber auch im Regionalfernsehsender Hamburg 1 und im Hamburger Abendblatt. Shelvis überbot den damaligen Rekord nach Auskunft des Guinness Buch-Verlags bloß um eine Sekunde.

## Radiosendung „It's Elvis Time“
Seit 1991 ist Shelvis als Moderator seiner eigenen Radiosendung „It's Elvis Time“ zu hören. Die Sendung lief zunächst bis 2003 im Offenen Kanal Hamburg, seit 2004 auf Tide 96,0. Die einstündige Radiosendung findet regelmäßig jeweils am zweiten Montag eines jeden Monats ab 21:00 Uhr statt. Mit einer mehr als 25-jährigen Radiopräsenz dürfte es sich um eine der am längsten bestehenden Radioshows des Bürgerfunks handeln.

## Rex Cordales
Neben seiner Rolle als Elvis-Double Shelvis tritt Eikmeier auch als Imitator von Costa Cordalis öffentlich in Erscheinung. So beispielsweise im Rahmenprogramm des Hamburger Hafengeburtstags 2017 für Harbour Pride.